# 出淵平兵衛
出淵 平兵衛（いずぶち へいべえ、生年不詳 - 天和2年（1682年））は 江戸時代初期の剣術家。名は盛次。越前福井藩の武士。運籌流。柳生流（柳生新陰流）。柳生宗矩の代表的な高弟として知られ、後世柳生四天王の一人に数えられた。
寛永9年（1632年）に越前福井藩主・松平忠昌に召し出されて剣術指南役を務めて500石を得る。 正保2年（1645年）主君・忠昌が死去したのを機に致仕を願い出たが許されず、かえって200石の加増を受けた。同年に師・宗矩が病に倒れたために主君の許しを得て江戸に上り、日夜看病に努めた。このことが将軍徳川家光の知るところとなり、当時門外不出となっていた柳生流の印可を得ることを特別に許された。
天和2年（1682年）に死去し、子の兵衛盛許が家禄を継いで同藩の剣術指南役となった。門人に小栗流開祖の小栗正信がいる。
はじめ同門の兄弟子木村友重（助九郎）の指導を受けたともいわれ、寛永11年（1635年）には友重から運籌流2代（柳生流の隠し名）を継承したが、柳生流の公称を許された後は柳生家に返上した。
井上雄彦の漫画『バガボンド』には柳生石舟斎（宗厳）の高弟として登場する。